# Formica retecta
Formica retecta é uma espécie de formiga do gênero Formica, pertencente à subfamília Formicinae.